# Порпиево
 Порпиево  — деревня в Глазовском районе Удмуртии в составе  сельского поселения Штанигуртское.

## География
Находится в 4 км на юг от южной окраины центра района города Глазов. 

## История
Известна с 1802 года как починок Верх Болшей и Малой Сыги с 10 дворами. В 1873 году здесь (починок Верх Большой и Малой Сыги или Полынка) дворов 21 и жителей 187, в 1905 (Верх Большой и Малой Сыги или Порпиево) 49 и 360, в 1924 (уже Порпиево) 61 и 354 (дворов русских и вотских примерно поровну). Работал колхоз «Заря», совхоз «Глазовский». 

## Население
Постоянное население  составляло 32 человека (удмурты 69%, русские 28%) в 2002 году, 18 в 2012.